# Hallithimmalapura, Chiknayakanhalli
Hallithimmalapura là một làng thuộc tehsil Chiknayakanhalli, huyện Tumkur, bang Karnataka, Ấn Độ.